# Heterischnus rufithorax
Heterischnus rufithorax är en stekelart som först beskrevs av Berthoumieu 1903.  Heterischnus rufithorax ingår i släktet Heterischnus och familjen brokparasitsteklar. Inga underarter finns listade i Catalogue of Life.